# Nigéria nos Jogos Olímpicos de Inverno de 2022
Nigéria participou dos Jogos Olímpicos de Inverno de 2022, realizados em Pequim, na China.
Foi a segunda aparição do país em Olimpíadas de Inverno. Foi representado por um único atleta: Samuel Ikpefan, no esqui cross-country. O atleta nasceu na França, mas decidiu representar o país natal de seu pai, a Nigéria, em competições internacionais.
Seun Adigun, uma dos representantes do país em Pyeongchang 2018, no bobsleigh (duplas), foi a porta-bandeira na cerimônia de abertura e integra a delegação como médica da equipe.

## Competidores
Esta foi a participação por modalidade nesta edição:
| Esporte             | Masculino | Feminino | Total |
| ------------------- | --------- | -------- | ----- |
| Esqui cross-country | 1         | 0        | 1     |
| Total               | 1         | 0        | 1     |

## Desempenho

### Esqui cross-country
Masculino
| Atleta         | Evento                | Qualificatório | Qualificatório | Qualificatório | Quartas de final | Quartas de final | Quartas de final | Semifinal   | Semifinal   | Semifinal   | Final       | Final       | Final       | Ref.  |
| Atleta         | Evento                | Tempo          | Diferença      | Pos.           | Tempo            | Diferença        | Pos.             | Tempo       | Diferença   | Pos.        | Tempo       | Diferença   | Pos.        | Ref.  |
| -------------- | --------------------- | -------------- | -------------- | -------------- | ---------------- | ---------------- | ---------------- | ----------- | ----------- | ----------- | ----------- | ----------- | ----------- | ----- |
| Samuel Ikpefan | 15 km clásico         | —              | —              | —              | —                | —                | —                | —           | —           | —           | DNF         | DNF         | DNF         | [ 8 ] |
| Samuel Ikpefan | Velocidade individual | 3:09.57        | +24.54         | 73             | Não avançou      | Não avançou      | Não avançou      | Não avançou | Não avançou | Não avançou | Não avançou | Não avançou | Não avançou | [ 9 ] |

Legenda
| Recorde mundial      | Recorde mundial (World record)               |                       | Recorde africano                      | Recorde africano (African) |                                           | Q | Classificado por posição (Qualified) |
| Recorde olímpico     | Recorde olímpico (Olympic record)            | Recorde da América    | Recorde da América (Americas)         | q                          | Classificado por melhor tempo (Qualified) |   |                                      |
| Melhor marca do ano  | Melhor marca do ano (World leading)          | Recorde asiático      | Recorde asiático (Asian)              | DNS                        | Não largou (Did not start)                |   |                                      |
| Recorde nacional     | Recorde nacional (National record)           | Recorde europeu       | Recorde europeu (European)            | DNF                        | Não terminou (Did not finish)             |   |                                      |
| Recorde pessoal      | Recorde pessoal do atleta (Personal best)    | Recorde da Oceania    | Recorde da Oceania (Oceania)          | DSQ / DQ                   | Desclassificado (Disqualified)            |   |                                      |
| Recorde da temporada | Recorde da temporada do atleta (Season best) | Recorde sul-americano | Recorde sul-americano (South America) | NM                         | Sem marca (No mark)                       |   |                                      |